# (2388) Gase
(2388) Gase (1977 EA2) – planetoida z pasa głównego asteroid okrążająca Słońce w ciągu 3,84 lat w średniej odległości 2,45 au. Odkryta 13 marca 1977 roku.